# Arnulf Bæk
Hein Arnulf Bæk (født 16. august 1943 i Trysil, Hedmark) er en tidligere norsk håndboldspiller som deltog under Sommer-OL 1972.
Han blev født i Trysil. I 1972 var han en del af norges håndboldlandshold som kom på en 9.- plads i den olympiske turnering. Han spillede i en kamp, i gruppen mod Vesttyskland. Han deltog for klubben Elverum IL og Oslostudentenes IK, og spillede 53 kampe for Norge.